# Command & Conquer Remastered Collection
Command & Conquer: Remastered Collection — компьютерная игра в жанре стратегии в реальном времени, ремастер первых двух частей из серии игр Command & Conquer: Command & Conquer (1995) и Red Alert (1996) с обновлённой графикой и звуком, а также с дополнительным контентом. Был разработан студией Petroglyph Games совместно с Lemon Sky Studios и издан Electronic Arts. Выход состоялся 5 июня 2020 года в Origin и Steam.

## Сюжет
Command & Conquer: Remastered Collection состоит из двух игр: Command & Conquer: Remastered и Command & Conquer: Red Alert — Remastered. Их сюжет никак не изменён по сравнению с оригиналами, были лишь улучшены визуальные эффекты и увеличено разрешение сюжетных роликов.

## Восприятие
| Сводный рейтинг    | Сводный рейтинг |
| Агрегатор          | Оценка          |
| ------------------ | --------------- |
| Metacritic         | 82/100          |
| Иноязычные издания |                 |
| Издание            | Оценка          |
| 4Players           | 85/100          |
| Destructoid        | 80/100          |
| Hardcore Gamer     | 80/100          |
| CD-Action          | 8+/10           |

Command & Conquer Remastered Collection получила «в основном благосклонные отзывы», согласно агрегатору Metacritic.